# کلاله سفلی (خداآفرین)
این تصویرمتعلق به کلاله سفلی نیست متعلق به کلاله علیااست لطفا اصلاح کنید
کلاله سفلی  یکی از روستاهای استان آذربایجان شرقی است که در دهستان منجوان غربی بخش منجوان شهرستان خداآفرین  واقع شده‌است. جمعیت روستا در سالهای پیش از انقلاب اسلامی ۱۳۶ نفر بود  و عمدتاً کسانی‌ را شامل میشد که از روستاهای دیگر به آنجا کوچیده بودند. بعد از انقلاب، برخلاف مورد روستاهای مجاور، جمعیت کلاله کاهش نیافت و بر عکس به ۲۰۱ تن در سال ۱۳۸۵ رسید. یک علت نزدیکی‌ روستا به جاده ترانزیتی است که از کلیبر به کناره رود ارس می‌رود. در حال حاضر ساخت و ساز غیر مجاز زیادی در مزارع نزدیک  کلاله در جریان است.